# Gårdbystenen
Gårdbystenen, med signum Öl 28, är en runsten som står på kyrkogården vid Gårdby kyrka i Gårdby socken, Möckleby härad på sydöstra Öland. På kyrkogården finns även Öl 29, ett runstensfragment som saknar text.

## Stenen
Stenen är halvannan meter hög, tretton decimeter bred och en decimeter tjock och materialet består av kalksten. Textsidan är vänd mot norr. Huvudtexten med sju till tio centimeter höga runor löper i en slinga utmed stenens kanter och inramar ett utsmyckat kristet kors. I korsets fotstycke finns återstoden av texten inhuggen med grundare runor av växlande storlek. Runstenen ifylldes med färg 1980 och 2004. Ornamentiken i Ringerikestil daterar den till 1000-talets första hälft och ristningen är signerad av en runmästare med namnet Brand. Den från runor translittererade och översatta inskriften följer nedan:

## Inskriften
Translitterering av runraden:
§P harþruþr + raisti + stain + þinsa + aiftiʀ + sun + sin + s(m)iþ + trak + kuþan + halfburin + bruþiʀ ans + sitr + kar¶þum ¶ brantr + rit - × iak þu raþa + khn 
§Q harþruþr + raisti + stain + þinsa + aiftiʀ + sun + sin + s(m)iþ + trak + kuþan + halfburin + bruþiʀ ans + sitr + kar¶þum ¶ brantr + rit - × iak þu raþa + khn
Normalisering till runsvenska:
§P Hærþruðr ræisti stæin þennsa æftiʀ sun sinn Smið, dræng goðan. Halfborinn, broðiʀ hans, sitr Garðum. Brandr rett [i] hiogg, þy raða kann. 
§Q Hærþruðr ræisti stæin þennsa æftiʀ sun sinn Smið, dræng goðan. Halfborinn broðiʀ hans, sitr Garðum Brandr. ʀett [i] hiogg, þy raða kann.
Översättning till nusvenska:
Härtrud reste denna sten efter sin son Smed, en god ung man. Halvboren, hans bror, sitter i Gårdarike. Brand högg in (runorna) rätt, därför kan (man) tyda.

## Tolkning
Ristningens karþum (Gôrðum) (nominativform: karþa/Gôrða ?) avser det ryska riket och översätts med Gårdarike i enlighet med de isländska sagornas benämning på området. Möjligen hänger det till synes ovidkommande nämnandet av broderns uppehållsort samman med arvsrätt. Äldre Västgötalagens stadgar nämligen att "ingen mans arv tager han medan han sitter i Grekland". Motsvarande regel kan ha varit tillämplig här. Den äldre tolkningen att det istället skulle syfta på orten Gårdby är således felaktig.
Tolkningen i Ölands runinskrifter är föråldrad. Modern tolkningen är angiven av Sven B. F. Jansson.